# Njembot Mbodj
Njembot Mbodj (hoặc Njembot Mbooj, biến thể: Ndjeumbeut Mbodj hoặc Djembet Mbodj, c. 1800 - 1846) là một Lingeer (Nữ hoàng) của Waalo.
Njembot Mbodj trở thành một người cai trị từ khi bà còn nhỏ, sau cái chết của cha mẹ bà, và bà sớm chứng tỏ mình là một nhà lãnh đạo có khả năng, bất chấp tuổi đời còn rất trẻ; trong đó, bà được hỗ trợ mạnh mẽ bởi tính cách của mình, được mô tả là vừa quyết đoán vừa dũng cảm. Năm 1831 bà đã được chú của mình, Fara Penda Adam Sall Mbodj, bầu làm brak để thay thế cô em họ Yerim Bagnik Teg RELA Mbodj. Sau khi người Pháp rút quân, Trarza đã xâm chiếm Waalo trong nỗ lực gây bất ổn cho vương quốc. Njembot Mbodj đã sắp xếp cho mình một cuộc hôn nhân với thủ lĩnh của Trarza, Mohammed el-Habib, người đã thống nhất hai vương quốc và giúp họ dễ dàng chống lại lợi ích của thực dân Pháp. Bị buộc phải chạy trốn đến Kayot bởi quân Pháp xâm lược, sau đó bà đã có thể trở về nhà và kiềm chế cuộc đấu tranh quyền lực ở Waalo. Năm 1840, sau cái chết của người brak, bà đã xoay xở để thiết kế nên một cuộc bầu cử với Malick Mbodj làm người thay thế. Bản thân Njembot Mbodj đã chết năm 1846 và được chị gái Ndate Yalla Mbodj tiếp tục kế nhiệm vai trò.